# Anaciaeschna triangulifera
Anaciaeschna triangulifera är en trollsländeart som beskrevs av Mclachlan 1895. Anaciaeschna triangulifera ingår i släktet Anaciaeschna och familjen mosaiktrollsländor. IUCN kategoriserar arten globalt som livskraftig. Inga underarter finns listade i Catalogue of Life.